# Churriana de la Vega
Churriana de la Vega è un comune spagnolo di 7 574 abitanti situato nella comunità autonoma dell'Andalusia.